# La capsula del tempo
La capsula del tempo (10 Year Reunion) è un film del 2016 diretto da Jake Helgren.